# Demochares
Demochares is een geslacht van rechtvleugeligen uit de familie veldsprinkhanen (Acrididae). De wetenschappelijke naam van dit geslacht is voor het eerst geldig gepubliceerd in 1906 door Bolívar.

## Soorten
Het geslacht Demochares omvat de volgende soorten:
- Demochares acristatus Descamps, 1979
- Demochares cristulatus Stål, 1878